# Mombar
Mombar (en ِ árabe: ممبار)  también se llama Fawaregh es un plato traído en algunos de los países árabes como Egipto, Siria, Argelia, Túnez. y Libia Es un intestino de oveja o una salchicha de res rellena con una mezcla de arroz, frito en aceite. La preparación de mombar toma algo de tiempo y se considera un plato grasoso.

## Nombres en distintias regiones árabes
- En Siria se lo conoce como qubawat o salchichas palsin.
- En Líbano se lo conoce como Fawaregh.
- En Libia como usban.
- En Marruecos,Túnez y Argelia se conoce como Merguez (intestino delgado de cordero u oveja relleno de arroz).
- El relleno varía según el país, pero el arroz sigue siendo el ingrediente principal.

## Sobre calorías
un pedazo de Mombar (alrededor de 100 g) contiene (alrededor de 149 calorías), algunas personas lo hacen de manera saludable para personas con necesidades dietéticas especiales, como personas que tienen Diabetes mellitus, Mombar en forma de preparación saludable (alrededor de 300 g ).

## Variantes
Existen varias variedades de usban, y las hierbas y especias utilizadas pueden variar, pero por lo general incluyen la pimienta de cayena, pimienta negra, cúrcuma, la canela, así como la menta seca, perejil y  eneldo. Esto se añade a la cebolla de primavera, tomate, aceite vegetal y arroz. La mezcla se rellena en intestinos de oveja o tripas de salchichas comerciales y luego se ata con hilo en los extremos. Las salchichas se cocinan en una olla durante una hora y luego se doran en una sartén o en un horno.